# 順像関手
数学の層論や代数幾何学の分野に現れる順像関手（じゅんぞうかんしゅ、英: direct image functor）とは、層の切断の概念を相対的な場合へ一般化するものである。

## 定義
f: X → Y をある位相空間の連続写像とし、Sh(–) をある位相空間上のアーベル群の層の圏とする。次の順像関手
{\displaystyle f_{*}:Sh(X)\to Sh(Y)}
は、X 上の層 F をその順像前層（direct image presheaf）
{\displaystyle f_{*}F:U\mapsto F(f^{-1}(U))}
に送る。この前層は Y 上の層であることが分かる。この割り当ては関手的なものである。すなわち、X 上の層の射 φ: F → G は Y 上の層の射 f∗(φ): f∗(F) → f∗(G) を導く。

### 例
Y が点であるなら、順像関手は大域切断関手と等しくなる。f: X → Y をある位相空間での連続写像あるいはスキームの射とする。このとき例外逆像（exceptional inverse image）は関手 f!: D(Y) → D(X) である。

### 応用
同様の定義はエタール層のようなトポスの上の層に対しても適用できる。この場合、上述の原像 f−1(U) の代わりに Y についての U と X のファイバー積が用いられる。

## 高次順像
順像関手は左完全（left exact）であるが、通常、右完全ではない。したがってその順像の右導来関手を考えることが出来る。それらは高次順像（higher direct images）と呼ばれ、Rq f∗ と表記される。
高次順像に対しても上述と同様の表現が存在することが分かる。すなわち、X 上のある層 F に対して Rq f∗(F) は前層
{\displaystyle U\mapsto H^{q}(f^{-1}(U),F)}
に対応する層となる。

## 性質
- 順像関手は、逆像関手（英語版）の右随伴であり、このことは任意の連続な {\displaystyle f:X\to Y} およびそれぞれ X、Y 上の層である {\displaystyle {\mathcal {F}},{\mathcal {G}}} に対して、自然同型

{\displaystyle \mathrm {Hom} _{\mathbf {Sh} (X)}(f^{-1}{\mathcal {G}},{\mathcal {F}})=\mathrm {Hom} _{\mathbf {Sh} (Y)}({\mathcal {G}},f_{*}{\mathcal {F}})}
が存在することを意味する。
- f がある閉部分空間 X ⊂ Y の包含であるなら、f∗ は完全である。実際、この場合 f∗ は X 上の層と Y 上の層の間の同値性となり、それは X 上でサポートされる。この事実より、{\displaystyle (f_{*}{\mathcal {F}})_{y}} の茎（stalk）は、{\displaystyle y\in X} なら {\displaystyle {\mathcal {F}}_{y}} で、そうでないならゼロとなる（この証明には Y 内での X の近さ（英語版）が用いられる）。